# Codi de Leovigild
El Codi de Leovigild fou un codi de lleis promulgat pel rei Leovigild. Tracta diversos aspectes, tots els quals no són coneguts. S'ignora la data de la seva publicació, encara que és probable que ja estigués en vigor el 582.
Leovigild el va redactar per als gots (no per als romans). Segons Isidor de Sevilla va corregir les lleis del Codi d'Euric que semblaven inadequades, va suprimir les antiquades i va afegir altres lleis pròpies. Encara que el Codi s'ha perdut, tres-centes vint-i-quatre de les seves lleis es van mantenir en la posterior legislació de Recesvint (654), al Codi del qual són qualificades d'antigues (antiquae) fet que permet saber quals són les que procedeixen de Leovigild.
Per a les seves lleis no es va valer de les Escriptures o de justificacions religioses, amb l'excepció d'una sola Llei (presa del Codi d'Euric), i totes elles presenten un quadre de notable perspectiva política i social per al seu temps.
Va marcar amb detall la distinció entre els ciutadans gots i els romans en les lleis referents a la divisió de la terra; Leovigild va protegir la propietat de la terra que corresponia als hispano-romans el que era convenient política i econòmicament, però va evitar que poguessin apoderar-se de les terres dels gots.
Quan un demandant "romà" emprenia una acció legal per litigar contra un got, un bé que considerés seu, no tenia opció a recuperar-lo si el got tenia la possessió efectiva. Leovigild va abolir aquesta norma, si bé va establir que si el got tenia la possessió hauria de ser compensat. Trencant amb una tradició anterior, es van permetre els casaments entre gots i "romans", abans castigats en les lleis visigodes amb la pena de mort i prohibits també pels catòlics romans per motius religiosos. Un dels títols està dedicat als comerciants estrangers en el regne, i una llei es refereix a ells com a venedors d'or, plata, vestuari i ornaments (és a dir articles de luxe). De la llei pot deduir-se'n que sovint es venien objectes robats. Estava prohibit als comerciants estrangers contractar treballadors en territori visigot i després emportar-se'ls al seu país. En quant a esclaus gots, als gots se'ls va prohibir vendre als seus fills com a esclaus. El rei va dictar una ordre que obligava els jutges i bisbes a investigar conjuntament els casos d'infanticidi. Els membres del clergat no podien demandar-se entre ells davant Tribunals públics (si podien fer-ho davant tribunals eclesiàstics). Com la prohibició va ser escassament respectada, en l'any 589 es va establir una prohibició contundent. Aquell que incomplís aquesta disposició perdia el cas i a més seria excomunicat.